# Alcadia conuloides
Alcadia conuloides (лат.) — вид наземных брюхоногих моллюсков рода Alcadia семейства Helicinidae. Эндемик Доминики.

## Таксономия
Впервые вид описал в 1868 году британский натуралист Роберт Джон Лечмер Гуппи в Annals and Magazine of Natural History. Однако в 1895 году он считал вид синонимом таксона Schrammia schrammia (Crosse, 1872) из Гваделупы. Однако последний вид крупнее и с более высокими шипами, поэтому видовое имя Гуппи было возрождено. Американский малаколог Гораций Беррингтон Бейкер в 1927 году предположил, что вид, описанный Гуппи, вероятно, принадлежит к роду Alcadia, поместив его как единственный вид в подрод Idesa. Пока не решён статус рода Schrammia и двух его видов, вид Alcadia conuloides классифицируется согласно работе Бейкера (1927).

## Распространение и местообитание
Alcadia conuloides — улитка небольшого размера, эндемик острова Доминика.
Вид обитает на влажных листьях, особенно активен после дождя, и на влажных опадших листьях. Считается, что питается водорослями.